# Mike Remmers
Pour les articles homonymes, voir Remmers.
 (mars 2024).
La mise en forme du texte ne suit pas les recommandations de Wikipédia : il faut le « wikifier ».
Les points d'amélioration suivants sont les cas les plus fréquents. Le détail des points à revoir est peut-être précisé sur la page de discussion.
- Les titres sont pré-formatés par le logiciel. Ils ne sont ni en capitales, ni en gras.
- Le texte ne doit pas être écrit en capitales (les noms de famille non plus), ni en gras, ni en italique, ni en « petit »…
- Le gras n'est utilisé que pour surligner le titre de l'article dans l'introduction, une seule fois.
- L'italique est rarement utilisé : mots en langue étrangère, titres d'œuvres, noms de bateaux, etc.
- Les citations ne sont pas en italique mais en corps de texte normal. Elles sont entourées par des guillemets français : « et ».
- Les listes à puces sont à éviter, des paragraphes rédigés étant largement préférés. Les tableaux sont à réserver à la présentation de données structurées (résultats, etc.).
- Les appels de note de bas de page (petits chiffres en exposant, introduits par l'outil «  Source ») sont à placer entre la fin de phrase et le point final[comme ça].
- Les liens internes (vers d'autres articles de Wikipédia) sont à choisir avec parcimonie. Créez des liens vers des articles approfondissant le sujet. Les termes génériques sans rapport avec le sujet sont à éviter, ainsi que les répétitions de liens vers un même terme.
- Les liens externes sont à placer uniquement dans une section « Liens externes », à la fin de l'article. Ces liens sont à choisir avec parcimonie suivant les règles définies. Si un lien sert de source à l'article, son insertion dans le texte est à faire par les notes de bas de page.
- La présentation des références doit suivre les conventions bibliographiques. Il est recommandé d'utiliser les modèles {{Ouvrage}}, {{Chapitre}}, {{Article}}, {{Lien web}} et/ou {{Bibliographie}}. Le mode d'édition visuel peut mettre en forme automatiquement les références.
- Insérer une infobox (cadre d'informations à droite) n'est pas obligatoire pour parachever la mise en page.

Pour une aide détaillée, merci de consulter Aide:Wikification.
Si vous pensez que ces points ont été résolus, vous pouvez retirer ce bandeau et améliorer la mise en forme d'un autre article.
(en) Statistiques sur pro-football-reference
Michael "Mike" Remmers, né le 11 avril 1989 à Portland, Oregon, est un joueur de football américain qui occupe le poste de offensive tackle. Il a évolué dans le football universitaire pour l'Oregon State University et a récemment été affilié aux Jets de New York de la National Football League (NFL).

## Lycée
Mike Remmers, originaire de Beaverton, Oregon, a fréquenté le lycée jésuite de la région. Malgré l'absence d'offres de bourses, il a décidé de rejoindre l'Oregon State University en 2007 en tant que remplaçant. Il a joué pour les Oregon State Beavers, où son frère aîné avait déjà brillé au basket-ball et où son père avait également joué au football. Après une première année en tant que Redshirt (en), Remmers a obtenu sa place dans l'équipe principale et a commencé sept matchs au poste de plaqueur droit en 2008, ce qui lui a valu une bourse. Pendant les trois années suivantes, il a été un membre régulier de l'équipe, participant à tous les matchs des Beavers. En 2011, il a occupé le poste de plaqueur gauche. Au total, Remmers a joué 44 matchs pour l'Oregon State University,.

## NFL

### Des débuts difficiles
Remmers n'a pas été sélectionné lors de la draft NFL en 2012, mais il a été signé par les Broncos de Denver en tant qu'agent libre non repêché. Cependant, à Denver, il n'a pas réussi à intégrer l'effectif pour la saison régulière et a été libéré avant le début de celle-ci. Les Buccaneers de Tampa Bay l'ont ensuite ajouté à leur équipe d'entraînement. Malgré cela, il n'a pas eu l'occasion de jouer en saison régulière à Tampa.
Le 9 octobre 2013, Remmers a été ajouté à la liste active des Chargers de San Diego . C'est avec les Chargers qu'il a fait ses débuts dans la NFL, participant au match contre les Jaguars de Jacksonville lors de la semaine 7.
Le 23 novembre 2013, Remmers a été libéré par les Chargers, après quoi les Vikings du Minnesota l'ont réclamé via la liste de renonciation (en). Bien qu'il ait brièvement fait partie de l'équipe de 53 joueurs des Vikings, il n'a pas réussi à s'y imposer, tout comme avec les Rams de St. Louis, qui l'ont ajouté à leur équipe d'entraînement après sa libération par les Vikings.

### Panthers de la Caroline
En octobre 2014, Remmers a finalement rejoint les Panthers de la Caroline (Charlotte, Caroline du Nord).

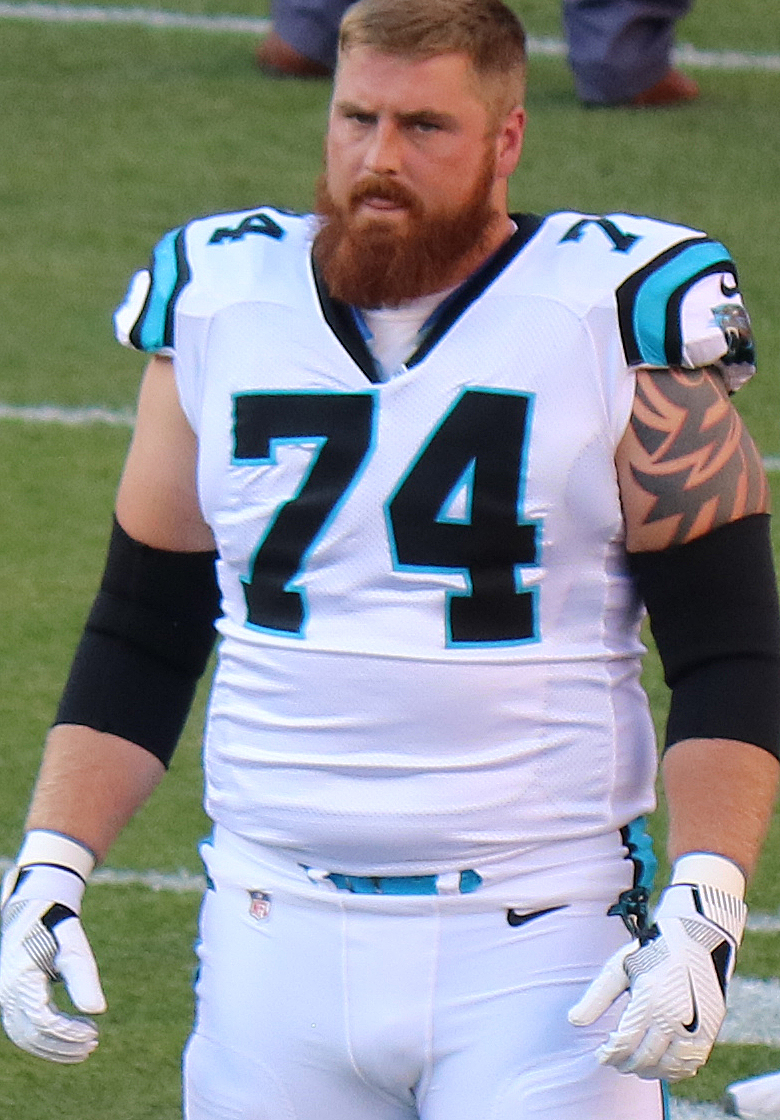
Remmers chez les Panthers (2016)

En raison des blessures affectant la ligne offensive des Panthers, Remmers a été appelé à débuter à partir du 13e match de la saison en tant que titulaire au poste de plaqueur droit . Avant la saison 2015, Remmers a gagné la place de titulaire aux côtés de Daryl Williams et a joué régulièrement toute la saison. Il a atteint le Super Bowl 50 avec les Panthers, bien qu'ils l'aient perdu face aux Broncos de Denver. Durant le Super Bowl, Remmers a eu son match le plus difficile de la saison en affrontant directement Von Miller, qui a été nommé MVP du Super Bowl. Il a concédé trois sacks, entraînant deux fumbles, l'un d'eux conduisant même à un touchdown pour les Broncos. En mars 2016, les Panthers ont offert à Remmers un contrat de deuxième tour d'une valeur de 2,55 millions de dollars pour la saison 2016. Bien qu'il ait été un joueur régulier tout au long de l'année 2016, une blessure de Michael Oher l'a amené à jouer principalement comme plaqueur gauche.

### Vikings du Minnesota
Après l'expiration de son contrat en Caroline du Nord, Remmers a pris la décision de poursuivre sa carrière avec les Vikings du Minnesota, paraphant ainsi un accord financier significatif. Ce nouveau contrat s'élevait à 30 millions de dollars sur une période de cinq ans, dont une part importante de 10,5 millions de dollars était garantie. Cette transition s'est déroulée alors que le plaqueur Matt Kalil quittait les Vikings pour rejoindre les Panthers, illustrant ainsi les mouvements constants au sein de la ligue professionnelle de football américain,. Durant son passage chez les Vikings, Remmers a endossé plusieurs rôles sur le terrain, se voyant confier la responsabilité de bloqueur droit lors de onze matchs de saison régulière et de deux matchs éliminatoires en 2017. En 2018, sa contribution a évolué vers celle de right guard, lui permettant de participer à l'intégralité des seize matchs de la saison régulière. Cependant, malgré ses efforts et son engagement, le parcours de Remmers chez les Vikings a connu une conclusion abrupte lorsque l'équipe a pris la décision de le libérer le 11 mars 2019.

### Giants de New York
En mai 2019, les Giants de New York lui ont accordé un contrat d'une durée d'un an d'une valeur de 2,5 millions de dollars. Au cours de cette période, il a participé à 14 matchs en tant que plaqueur droit pour les Giants, contribuant ainsi à l'effort de l'équipe sur le terrain.

### Chiefs de Kansas City
Pour la saison 2020, il a rejoint les Chiefs de Kansas City (Kansas) pour une année supplémentaire. Initialement prévu comme joueur remplaçant pour les Chiefs, sa situation a changé lorsque Mitchell Schwartz a été blessé, le propulsant ainsi au poste de titulaire en tant que tacle droit. Lors du match de championnat de l'AFC, une nouvelle blessure, cette fois-ci celle du plaqueur gauche Eric Fisher, a contraint Remmers à s'adapter en passant au côté gauche pour le Super Bowl LV. Malgré ses efforts, l'équipe de Kansas City a finalement perdu le Super Bowl avec un score de 9 à 31 contre les Buccaneers de Tampa Bay.
En mars 2021, Michael Remmers a conclu un nouvel accord en signant un contrat d'une durée d'un an avec les Chiefs de Kansas City, évalué à 7 millions de dollars, comprenant des garanties s'élevant à 3,5 millions de dollars. Toutefois, durant la pré-saison, Remmers a été confronté à une blessure qui a compromis sa position de joueur titulaire, laissant la place à Lucas Niang. Malgré cela, lors des sixième et septième journées de la saison, Remmers a retrouvé son statut de titulaire, remplissant le rôle laissé vacant par Niang, lui-même indisponible en raison d'une blessure. Malheureusement, en novembre, Remmers a été contraint de rejoindre la liste de réserve des blessés en raison d'une blessure au genou, mettant ainsi un terme prématuré à sa saison,.

### Jets de New York
Le 27 septembre 2022, les Jets de New York ont pris la décision d'ajouter Remmers à leur équipe d'entraînement. Par la suite, ses performances lui ont valu une promotion dans l'équipe active. Il a eu l'opportunité de participer à huit matchs, et lors du dernier jour de la saison, il a été aligné en tant que plaqueur droit dans la formation de départ. Cette décision a été prise en raison de l'absence de George Fant, qui était indisponible en raison d'une blessure.